# جدول مدال‌های المپیک زمستانی ۱۹۷۲
جدول مدال بازی‌های المپیک زمستانی ۱۹۷۲ فهرستی از مدال‌های کسب شده توسط ورزشکاران است که در طول برگزاری بازی‌های المپیک زمستانی سال ۱۹۷۲ میلادی که در ساپورو ژاپن برگزار شد.

## جدول مدال‌ها
رتبه بندی این جدول توسط کمیته بین المللی المپیک (ioc) اعلام شده است.
      کشور میزبان (ژاپن)
| رتبه                    | کشور                      | طلا | نقره | برنز | مجموع |
| ۱                       | اتحاد شوروی (URS)         | ۸   | ۵    | ۳    | ۱۶    |
| ۲                       | آلمان شرقی (GDR)          | ۴   | ۳    | ۷    | ۱۴    |
| ۳                       | سوئیس (SUI)               | ۴   | ۳    | ۳    | ۱۰    |
| ۴                       | هلند (NED)                | ۴   | ۳    | ۲    | ۹     |
| ۵                       | ایالات متحده آمریکا (USA) | ۳   | ۲    | ۳    | ۸     |
| ۶                       | آلمان غربی (FRG)          | ۳   | ۱    | ۱    | ۵     |
| ۷                       | نروژ (NOR)                | ۲   | ۵    | ۵    | ۱۲    |
| ۸                       | ایتالیا (ITA)             | ۲   | ۲    | ۱    | ۵     |
| ۹                       | اتریش (AUT)               | ۱   | ۲    | ۲    | ۵     |
| ۱۰                      | سوئد (SWE)                | ۱   | ۱    | ۲    | ۴     |
| ۱۱                      | ژاپن (JPN)                | ۱   | ۱    | ۱    | ۳     |
| ۱۲                      | چکسلواکی (TCH)            | ۱   | ۰    | ۲    | ۳     |
| ۱۳                      | لهستان (POL)              | ۱   | ۰    | ۰    | ۱     |
| ۱۳                      | اسپانیا (ESP)             | ۱   | ۰    | ۰    | ۱     |
| ۱۵                      | فنلاند (FIN)              | ۰   | ۴    | ۱    | ۵     |
| ۱۶                      | فرانسه (FRA)              | ۰   | ۱    | ۲    | ۳     |
| ۱۷                      | کانادا (CAN)              | ۰   | ۱    | ۰    | ۱     |
| مجموع (۱۷ کمیته المپیک) | مجموع (۱۷ کمیته المپیک)   | ۳۶  | ۳۴   | ۳۵   | ۱۰۵   |